# 전통의학

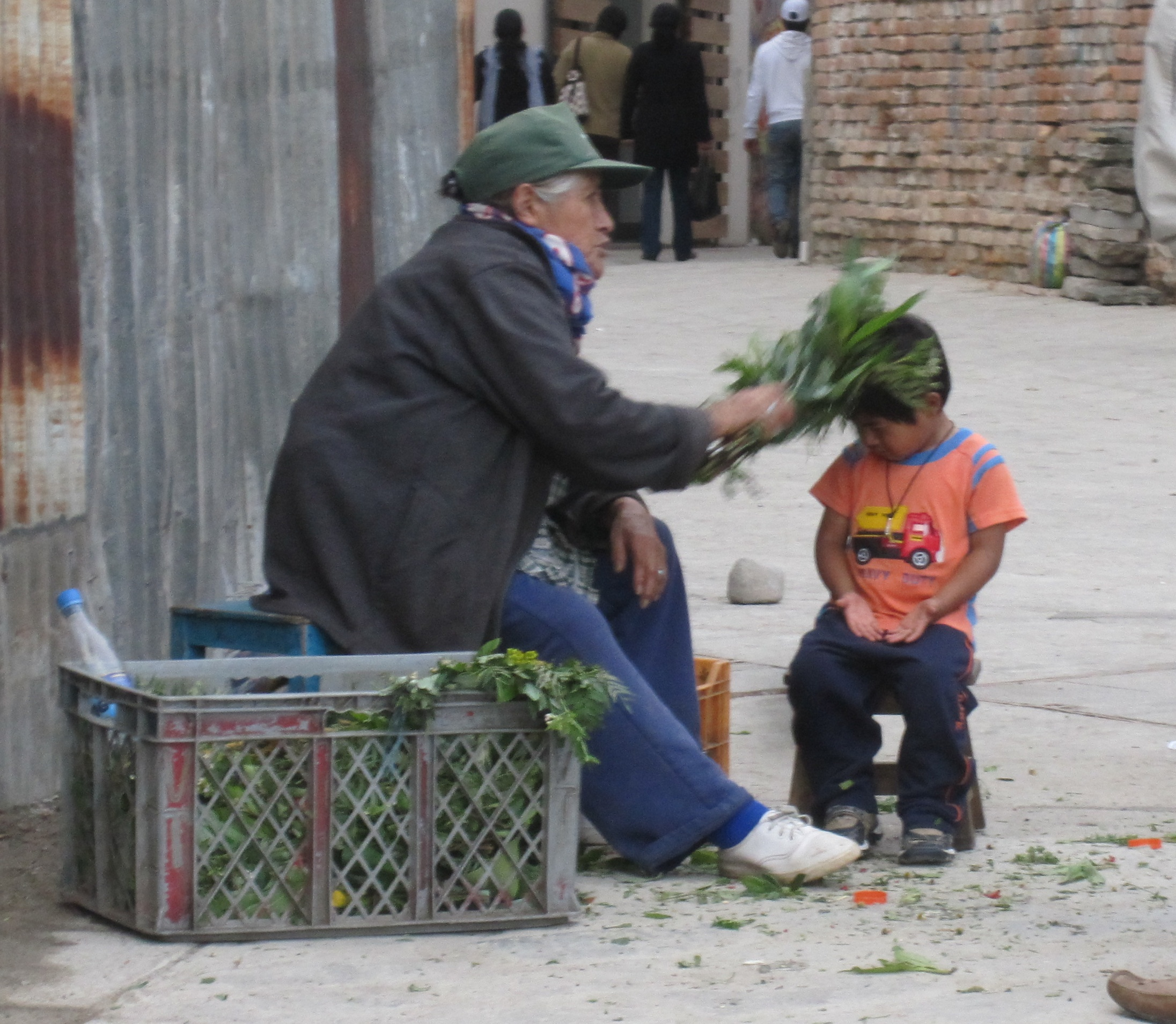

전통의학(傳統醫學)은 일반적으로 질병, 부상, 조산 등을 위해 전통적으로 사용되는 치료 행위 및 그에 대한 예방행위 등을 말한다.
이러한 전통의학은 동서양에 모두 존재해왔는데, 동양의 전통의학의 경우 서양의 전통의학보다 더욱 체계적으로 전수되어 현재까지 쓰이고 있다는 점이 다르다.
잘 알려진 전통의학으로는 인도의 아유르베다, 동북아시아의 한의학(漢醫學), 티베트의 티베트 의학, 아프리카 등의 부족들의 주술의학 등이 있다. 흡사한 유사의학으로 독일에서 시작한 동종요법, 미국에서 시작한 카이로프랙틱 등이 있다.
현재 한의학(漢醫學)은 중국에서는 중(中)의학, 한국에서는 한(韓)의학, 일본에서는 캄포(漢方)의학으로 각각 칭하고 있다.

## 민간요법
전통의학 중에서도 민중이 창안한 전통적인 치료법이다. 이것은 특히 사이비적인 믿음이 많아 위험할 수 있다. 대표적으로 한국민간요법대전이 있으며 이 책에도 황당한 내용이 많지만 이게 그나마 저자의 목적으로 인하여 나름대로 질이 좋다.
세계적으로도 믿으면 최대 사망에 이를 수 있는 믿음들이 많으며 주로 후진국의 민초들이 전근대식 민간요법으로 인하여 고통을 받고 있다. 그러나 선진국도 사이비적 믿음을 가진 근현대식 민간요법이 존재하거나 탄생하기도 한다. 안녕하세요

## 약초의학
약초의학은 전통의학의 한 분야이다. 효과가 있다는 식물의 부분을 모아 차나 찜질약, 가루를 만든다. 많은 효과적인 치료법이 의사들에 의해 수세기에 걸쳐 도입되었다. 살리실릭 산, 디지탈리스, 퀴닌이 그 예이다. 식물학은 약물약초학의 중요한 부분으로 20세기 전까지 의학교육의 중요한 부분이었다. 지난 세기 현대의학은 효과적인 식물 치료법을 찾아왔는데 이국적인 사람과 장소를 두루 살피면서도 서양의 약초의학에 대해서는 부정적이었다. 최근 대조연구는 몇몇 약초의학자의 치료법이 효과가 있다는 것을 암시한다.
최근 오지 토착민의 약초의학에 대한 관심이 늘어나고 있는데 새로운 약제를 찾을 수 있을까 하는 희망에서였다. 열대우림이 사라짐에 따라 많은 종이 멸종된 것은 매우 걱정스럽다. 현대의학에 도움을 줄 수도 있는 많은 식물종이 사라졌다.
이런 지식에 대한 수집과 식물종 보호에 대한 태도가 변했다. 식물, 땅, 지식에 대한 소유권을 둘러싼 싸움이 세계의 몇몇 곳에서 일어나고 있다.
현대의학의 주목을 받는다는 데서 한가지 문제점은 자금은 그 연구로 이익을 보려는 사람들이 댄다는 것이다. 예를 들면 꿀은 여러 전통의학의 치료제인데도 연구자금은 모이지 않는다. 왜냐하면 꿀은 흔하고 약초에 비해서는 싸기 때문이다.

## 미주 전통 의학
미국에서 과거 전통의학 분야 중의 하나가 꿀벌치료라고 한다. 꿀벌의 침이나 독을 사용해 자가면역질환(관절염, 다발성 경화증)을 치료하는데 효과가 있다고 하나 의학에서는 의심스럽게 생각하고 있다.
'버몬트 전통의학' 은 잘 알려진 지역 전통의학인데 D.C. 자비스는 1950년대에 거기서 치료법을 얻었다고 주장한다. 사과즙 식초는 1955년 그의 책, "전통의학'에서 처방되는 중요한 요소다. 이 책은 이종요법의사나 약초치료자에게 돌팔이라 여겨졌고 그는 잠깐 투옥되었다. 혐의는 그 책이 그가 파는 생산품의 판촉물로서 위법이라는 것이었다. 그 책에는 많은 가짜특허도 있다. 이를테면 설탕은 알카리라는 주장 같은 것이다.

## 같이 보기
- 한의학